# Lamellidea nakadai
Lamellidea nakadai је пуж из реда Stylommatophora и фамилије Achatinellidae.

## Угроженост
Ова врста је изумрла, што значи да нису познати живи примерци.

## Распрострањење
Ареал врсте је био ограничен на једну државу, Јапан.